# Drakengard 3

Logo japonais du jeu.

Drakengard 3, appelé Drag-On Dragoon 3 (ドラッグ オン ドラグーン3) au Japon, est un beat them all édité par Square Enix et développé par Access Games. Le jeu est sorti sur PlayStation 3 en 2013 au Japon afin de célébrer les 10 ans de la série et en 2014 en Amérique du Nord et en Europe. En Europe le jeu n'est disponible qu'en version dématérialisée sur le PlayStation Network. Drakengard 3 se présente comme étant une préquelle au premier opus et met en scène de nouveaux protagonistes.

## Histoire
Jadis, le monde était déchiré par la guerre et l'oppression. Mais un jour, six déesses aux voix enchanteresses descendirent sur la Terre. Grâce à leur chant mélodieux imprégné d'une puissante magie, elles débarrassèrent le monde des tyrans, restaurant ainsi la paix et l'harmonie. Le peuple se mit à les vénérer, leur donnant le nom d'« Invoqueuses ». Elles furent chargées de diriger le monde.
L'Invoqueuse One, épaulée par ses sœurs, régnait sur la Terre. Elle est animée d'un profond désir d'instaurer une ère de paix. Jusqu'au jour où Zero, l'une de ses sœurs et la plus puissante des Invoqueuses, décide de toutes les assassiner, aidée par Mikhail, son fidèle dragon. Le chaos menace une fois encore d'envahir le monde…
Le jeu possède quatre fins différentes.

### Personnages principaux
- Zero : Une puissante Invoqueuse, experte au combat et bretteuse hors pair. Très ouverte et directe envers les hommes, elle est à la fois violente et fainéante. Zero est fréquemment en désaccord avec One, au caractère bien plus sérieux. La fleur qui lui pousse dans l'œil lui confère une longévité surhumaine et un corps renversant.
- One : Cette Invoqueuse est l'une des sœurs cadette de Zero. Elle a l’esprit vif, et sa constance n’a d’égale que son sens de la justice, à l'inverse de son ainée. Son intelligence la pousse à remettre en question la nature même des Invoqueuses et l'origine de leurs pouvoirs. Grâce à elle, le peuple s'est débarrassé de ses tyrans, restaurant ainsi l'harmonie dans le monde. Elle règne sur les Invoqueuses.
- Two : La troisième sœur, maîtresse du Domaine du désert. D'un caractère jovial et extraverti, Two parvient très aisément à se faire de nouveaux amis, et elle apporte une pointe de gaité chez les Invoqueuses. Elle est amoureuse et fait volontiers étalage de ses sentiments envers l'objet de son affection, quelles que soient les circonstances, ce qui a pour effet d'agacer son entourage.
- Three : La quatrième sœur de la fratrie règne sur le Domaine des forêts. Nombreux sont ses admirateurs parmi les soldats à sa solde. Paresseuse, indifférente, elle fait peu de cas de ce qui ne l'intéresse pas mais peut à l'inverse se montrer obsessionnelle. Elle est naïve mais têtue et se moque complètement de sa sœur Zero.
- Four : La cinquième sœur, à la tête du Domaine des montagnes. Très collet-monté, elle est toujours à l'écoute des autres. Cependant, son air hautain cache un gros complexe d'infériorité. Four éprouve des pulsions sexuelles aussi puissantes que celles de ses sœurs, mais son côté coincé l'empêche de passer à l'acte. Elle est la seule des Invoqueuses à avoir gardé sa virginité.
- Five : La benjamine, maîtresse du Domaine des mers. Extrêmement sûre d'elle et avide, il n'y a rien qu'elle ne veuille posséder, mais perd tout intérêt pour l'objet de sa convoitise dès qu'elle parvient à l'obtenir. Elle fait exprès d'utiliser un langage cru, et prend un plaisir fou à faire allusion à ses escapades nocturnes. Elle éprouve en outre une profonde attirance pour sa propre sœur, Zero.

### Personnages secondaires
- Mikhail : Ce fier représentant de la race des hydres est le compagnon fidèle de Zero. Idéaliste à outrance, il est d'avis que les mots peuvent régler tous les problèmes. Ceci a pour effet d'agacer Zero au plus haut point, ce qui l'indiffère complètement. Sa race lui confère une puissance hors du commun, et il a tiré Zero de plus d'une situation délicate. Mikhail portait un autre nom dans une vie antérieure.
- Dito : Ce disciple dérangé et sadique se bat avec une lance. Dito repère facilement les faiblesses des autres et utilise son esprit vif pour les tourmenter. D'une grande cruauté, il raffole des hurlements de ses victimes.
- Decadus : Cet imposant disciple se bat à mains nues. Derrière une nature polie et perspicace, Decadus cache une âme de sado-masochiste convaincu. Bien qu'il fasse de son mieux pour le cacher, tout le monde est au courant de son penchant masochiste.
- Octa : Ce vieux disciple utilise des chakrams au combat. Octa ne parle et ne rêve que de sexe. Il prétend disposer d'atouts virils inégalables, et n'être heureux que lorsqu'il se trouve de quoi en faire usage à proximité.
- Cent : Disciple narcissique doté d'une intelligence limitée. Cent pense être un génie… à tort. Bien souvent, ses élucubrations invérifiables provoquent le désarroi de ses acolytes.

## Système de jeu
Ce jeu contient trois modes de combat : au sol, en rase-motte et en vol.
Lors des combats au sol le joueur contrôle Zero. Le principe est de massacrer des vagues d'ennemis avec l'aide de deux disciples PNJ à sélectionner parmi quatre. Le joueur peut passer d'une arme à une autre en plein milieu d'une attaque et de poursuivre le combat sans interruption. Sous certaines conditions, il est possible d'appeler Mikhail afin qu'il vienne prêter main-forte en combat.
Dans les séquences en vol et en rase-motte Zero chevauche son dragon. Celui-ci peut lancer des attaques dans les airs et au sol. Dans le dernier cas, il peut se servir de ses ailes pour éviter les attaques ennemies, déchirer ses adversaires à l'aide de ses crocs acérés et cracher du feu. Dans les airs Mikhail peut cracher du feu et plonger sur ses ennemis pour les écraser.
Le jeu contient quatre types d'armes : épée, armes de pugilat, lance et chakram. Toutes les armes peuvent évoluer jusqu'au niveau 4.
Des quêtes se débloquent à mesure de la progression dans le jeu. Les compléter permet d'obtenir des récompenses. Toutes les quêtes sont limitées en temps mais leurs objectifs sont variés. Il faudra parfois obtenir certains objets en terrassant des ennemis ou encore ouvrir des coffres recélant des trésors. Certaines d'entre elles imposent de se battre uniquement à l'épée, d'autres interdisent l'utilisation d'objets.

## Développement

### Musiques
La musique du jeu a été composée par Keiichi Okabe, qui a également composé celle de NieR. L'un des thèmes du jeu, Kuroi Uta, a été chanté par Eir Aoi, une chanteuse originaire de Hokkaido. Cependant, c'est la version chantée par Emi Evans qui est dans le jeu. Les paroles ont été écrites par Kikuchi Hana, un des scénaristes de NieR.
Au Japon, la bande son originale officielle du jeu est sortie le 22 janvier 2014 et contient trente-trois pistes contenues sur deux CD sous la référence catalogue SQEX-10414 ~ 5.

## Réception
Le magazine japonais Famitsu a donné au jeu la note de 34/40, le site Eurogamer lui a donné la note de 5/10 et le site français Jeuxvideo.com lui a attribué un 10/20. Le jeu a été beaucoup critiqué notamment sur son aspect technique. Il lui est reproché des graphismes datés et indigne de la PlayStation 3, des ralentissements nombreux et non justifiés et une caméra catastrophique.

## Commercialisation
À l'occasion de la sortie du jeu une édition collector limitée à 5 000 exemplaires en Amérique du Nord et 2 000 exemplaires en Europe a été commercialisée.
L'édition collector nord américaine comprend :
- Un roman court relié en anglais de 160 pages racontant la préquelle du jeu
- Un CD de musiques du jeu
- Un poster recto/verso collector
- Un pack de contenu additionnel. Ces codes de téléchargement donnent accès à la tenue de Caim, à un niveau dans lequel le joueur incarne One ainsi que le couvre-chef Bel Enfant pour le dragon, Mikhail
- Un exemplaire physique du jeu

En bonus de précommande il était possible d'obtenir des costumes inspiré du jeu Nier, de 6 thèmes pour console PlayStation 3 et d'un code de téléchargement pour les doublages originaux en japonais.
L'édition collector européenne comprend :
- Un roman court relié (en anglais uniquement) de 160 pages racontant la préquelle du jeu
- Un CD de musiques du jeu
- Un poster recto/verso collector
- Un pack de contenu additionnel. Ces codes de téléchargement donnent accès à la tenue de Caim, à un niveau dans lequel le joueur incarne One, ainsi que le couvre-chef Bel Enfant pour le dragon, Mikhail
- Un code de téléchargement pour les doublages originaux en japonais
- Un code pour télécharger le jeu sur le Playstation Network

## Contenus téléchargeables

### Costumes
| Nom                | Description | Prix                                                 | Date de sortie                                                                 | Taille du fichier                                           |
| ------------------ | --- | ---------------------------------------------------- | ------------------------------------------------------------------------------ | ----------------------------------------------------------- |
| Vêtement de Caim   | Tenue inspirée du personnage de Caim de Drakengard 1. Cette tenue fait baisser de moitié les SP utilisés lors d'une attaque SP.     | Japon : 309¥ Amérique du Nord : 2,99$ Europe : 1,99€ | Japon : 16 janvier 2014 Amérique du Nord : 17 juin 2014 Europe : 18 juin 2014  | Japon : 18 Mo Amérique du Nord : 18,2 Mo Europe : 18,2 Mo   |
| Vêtement de Kainé  | Tenue inspirée du personnage de Kainé de NieR. Cette tenue double les chances de contrer l'adversaire.                              | Japon : 309¥ Amérique du Nord : 2,99$ Europe : 1,99€ | Japon : 16 janvier 2014 Amérique du Nord : 17 juin 2014 Europe : 18 juin 2014  | Japon : 17,5 Mo Amérique du Nord : 17,7 Mo Europe : 17,7 Mo |
| Vêtement de NieR   | Tenue inspirée du jeu NieR. Ce vêtement augmente les dégâts infligés de 5 %.                                                        | Japon : 309¥ Amérique du Nord : 2,99$ Europe : 1,99€ | Japon : 26 décembre 2013 Amérique du Nord : 17 juin 2014 Europe : 18 juin 2014 | Japon : 19,9 Mo Amérique du Nord : 20,1 Mo Europe : 20,1 Mo |
| Vêtement de Furiae | Tenue inspirée du personnage de Furiae, de Drakengard 1. La tenue de la déesse du Sceau réduit les dégâts reçus de 5 %.             | Japon : 309¥ Amérique du Nord : 2,99$ Europe : 1,99€ | Japon : 26 décembre 2013 Amérique du Nord : 3 juin 2014 Europe : 4 juin 2014   | Japon : 19,2 Mo Amérique du Nord : 19,4 Mo Europe : 19,4 Mo |
| Vêtement d'Eris    | Tenue inspirée du personnage d'Eris, de Drakengard 2. Ce vêtement empêche la diminution des SP quand le joueur effectue une parade. | Japon : 309¥ Amérique du Nord : 2,99$ Europe : 1,99€ | Japon : 9 janvier 2014 Amérique du Nord : 3 juin 2014 Europe : 4 juin 2014     | Japon : 17,9 Mo Amérique du Nord : 18 Mo Europe : 18 Mo     |
| Vêtement de Manah  | Tenue inspirée du personnage de Manah, de Drakengard 2. Cette tenue augmente de 20 % l'effet des potions Soin.                      | Japon : 309¥ Amérique du Nord : 2,99$ Europe : 1,99€ | Japon : 9 janvier 2014 Amérique du Nord : 20 mai 2014 Europe : 21 mai 2014     | Japon : 19,9 Mo Amérique du Nord : 20,1 Mo Europe : 20,1 Mo |
| Vêtement de Zero   | Pack de trois tenues pour Zero : costume rouge, costume noir et costume rose.                                                       | Japon : 0¥ Amérique du Nord : 2,99$ Europe : 1,99€   | Japon : 19 décembre 2013 Amérique du Nord : 17 juin 2014 Europe : 18 juin 2014 | Japon : 30,9 Mo Amérique du Nord : 31,1 Mo Europe : 31,1 Mo |

### Couvre-chefs
| Nom                  | Description                        | Prix                                                 | Date de sortie                                                                | Taille du fichier                                           |
| -------------------- | ---------------------------------- | ---------------------------------------------------- | ----------------------------------------------------------------------------- | ----------------------------------------------------------- |
| Tokyo Tower          | Mikhail et la tour Eiffel nippone. | Japon : 103¥ Amérique du Nord : 0,99$ Europe : 0,79€ | Japon : 26 décembre 2013 Amérique du Nord : 20 mai 2014 Europe : 21 mai 2014  | Japon : 30,8 Mo Amérique du Nord : 31 Mo Europe : 31 Mo     |
| Bel enfant           | Mikhail et mon chérubin.           | Japon : 103¥ Amérique du Nord : 0,99$ Europe : 0,79€ | Japon : 9 janvier 2014 Amérique du Nord : 17 juin 2014 Europe : 18 juin 2014  | Japon : 30,4 Mo Amérique du Nord : 30,6 Mo Europe : 30,6 Mo |
| Arme expérimentale 7 | Mikhail et la tête coupée d'Emil.  | Japon : 103¥ Amérique du Nord : 0,99$ Europe : 0,79€ | Japon : 16 janvier 2014 Amérique du Nord : 17 juin 2014 Europe : 18 juin 2014 | Japon : 31 Mo Amérique du Nord : 30,8 Mo Europe : 30,8 Mo   |

### Musiques / Doublage
| Nom                              | Description | Prix                                                 | Date de sortie                                                               | Taille du fichier                                           |
| -------------------------------- | --- | ---------------------------------------------------- | ---------------------------------------------------------------------------- | ----------------------------------------------------------- |
| Pack de musiques de Drakengard   | Un pack de trois morceaux du jeu Drakengard, remixés pour Drakengard 3 : Prière céleste de Seere, Chapitre 13 : extinction et Épuisement                  | Japon : 205¥ Amérique du Nord : 1,99$ Europe : 1,49€ | Japon : 26 décembre 2013 Amérique du Nord : 20 mai 2014 Europe : 21 mai 2014 | Japon : 19,5 Mo Amérique du Nord : 19,5 Mo Europe : 19,5 Mo |
| Pack de musiques de Nier         | Un pack de trois morceaux du jeu Nier, remixés pour Drakengard 3 : Cantate des anciens, Emil et Un rêve en cendres                                        | Japon : 205¥ Amérique du Nord : 1,99$ Europe : 1,49€ | Japon : 9 janvier 2014 Amérique du Nord : 20 mai 2014 Europe : 21 mai 2014   | Japon : 18,5 Mo Amérique du Nord : 18,5 Mo Europe : 18,5 Mo |
| Pack de musiques de Drakengard 3 | Un pack de trois morceaux de la fin de Drakengard 3 et de vidéo promotionnelles, remixés pour les combats : Vie silencieuse, Chant d'ébène et Happy end ? | Japon : 205¥ Amérique du Nord : 1,99$ Europe : 1,49€ | Japon : 16 janvier 2014 Amérique du Nord : 3 juin 2014 Europe : 4 juin 2014  | Japon : 17,4 Mo Amérique du Nord : 17,2 Mo Europe : 17,2 Mo |
| Pack de doublages japonais       | Vivez l'expérience originale de Drakengard 3 grâce à ce pack de doublages japonais. Cette option est disponible depuis l'écran-titre.                     | Amérique du Nord : 4,99$ Europe : 4,99€              | Amérique du Nord : 20 mai 2014 Europe : 21 mai 2014                          | Amérique du Nord : 9,8 Go Europe : 9,8 Go                   |

### Chapitres préquels
| Nom               | Description | Prix                                                 | Date de sortie                                                             | Taille du fichier                                        |
| ----------------- | --- | ---------------------------------------------------- | -------------------------------------------------------------------------- | -------------------------------------------------------- |
| Chapitre de One   | Incarnez One dans ce prologue faisant le récit du parcours de l'Invoqueuse juste avant les événements de l'histoire principale. Ce contenu téléchargeable est disponible juste après la fin A du jeu.   | Japon : 617¥ Amérique du Nord : 5,99$ Europe : 5,99€ | Japon : 6 mars 2014 Amérique du Nord : 17 juin 2014 Europe : 18 juin 2014  | Japon : 387 Mo Amérique du Nord : 388 Mo Europe : 388 Mo |
| Chapitre de Two   | Incarnez Two dans ce prologue faisant le récit du parcours de l'Invoqueuse juste avant les événements de l'histoire principale. Ce contenu téléchargeable est disponible juste après la fin A du jeu.   | Japon : 617¥ Amérique du Nord : 5,99$ Europe : 5,99€ | Japon : 6 mars 2014 Amérique du Nord : 17 juin 2014 Europe : 18 juin 2014  | Japon : 419 Mo Amérique du Nord : 419 Mo Europe : 419 Mo |
| Chapitre de Three | Incarnez Three dans ce prologue faisant le récit du parcours de l'Invoqueuse juste avant les événements de l'histoire principale. Ce contenu téléchargeable est disponible juste après la fin A du jeu. | Japon : 617¥ Amérique du Nord : 5,99$ Europe : 5,99€ | Japon : 13 mars 2014 Amérique du Nord : 17 juin 2014 Europe : 18 juin 2014 | Japon : 388 Mo Amérique du Nord : 389 Mo Europe : 389 Mo |
| Chapitre de Four  | Incarnez Four dans ce prologue faisant le récit du parcours de l'Invoqueuse juste avant les événements de l'histoire principale. Ce contenu téléchargeable est disponible juste après la fin A du jeu.  | Japon : 617¥ Amérique du Nord : 5,99$ Europe : 5,99€ | Japon : 20 mars 2014 Amérique du Nord : 17 juin 2014 Europe : 18 juin 2014 | Japon : 382 Mo Amérique du Nord : 384 Mo Europe : 384 Mo |
| Chapitre de Five  | Incarnez Five dans ce prologue faisant le récit du parcours de l'Invoqueuse juste avant les événements de l'histoire principale. Ce contenu téléchargeable est disponible juste après la fin A du jeu.  | Japon : 617¥ Amérique du Nord : 5,99$ Europe : 5,99€ | Japon : 27 mars 2014 Amérique du Nord : 17 juin 2014 Europe : 18 juin 2014 | Japon : 448 Mo Amérique du Nord : 446 Mo Europe : 446 Mo |
| Chapitre de Zero  | Incarnez Zero dans ce prologue faisant le récit de sa rencontre avec Michael. Ce contenu téléchargeable est disponible juste après la fin A du jeu.                                                     | Japon : 617¥ Amérique du Nord : 5,99$ Europe : 5,99€ | Japon : 3 avril 2014 Amérique du Nord : 3 juin 2014 Europe : 4 juin 2014   | Japon : 424 Mo Amérique du Nord : 432 Mo Europe : 424 Mo |